# Sarneński Rejon Umocniony
Sarneński Rejon Umocniony, Odcinek Umocniony Sarny – polska umocniona pozycja obronna przecinająca obszar Polesia i Wołynia, stanowiąca pasmo warowne, broniące wschodnich terenów II RP przed agresją ZSRS.

## Planowanie
Studia nad budową umocnień obronnych na wschodzie państwa podjęto w 1926 roku, kiedy ruszyły prace nad Planem Operacyjnym „Wschód”. Przyszły wschodni front został podzielony na sześć rejonów operacyjnych „Wilno”, „Lida”, „Baranowicze”, „Polesie”, „Wołyń” i „Podole”. W październiku 1935 r. Generalny Inspektorat Sił Zbrojnych zatwierdził program rozbudowy poniemieckich i poaustriackich fortyfikacji z I wojny światowej oraz stawiania nowych umocnień i urządzeń hydrotechnicznych na Polesiu.

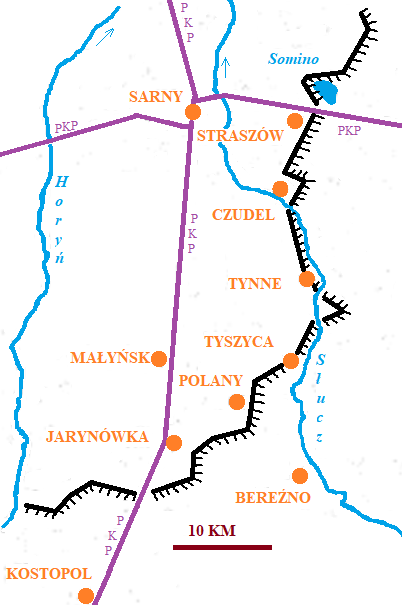

Ze względu na ukształtowanie terenu, Polesie traktowane było jako naturalna przeszkoda terenowa. Wiosną 1936 r. zakończono szczegółowe planowanie umocnień na Polesiu. Rejon operacyjny Polesie liczył 430 kilometrów i miało na nim powstać łącznie 660 zbrojonych betonowych schronów bojowych dla Armii Polesie. Umocnienia na Polesiu dzieliły się na trzy odcinki Hancewicze (120 km), Łuniniec (140 km) i Sarny (170 km). Odcinek Sarny, położony na wschód i południe od Sarn, ciągnął się od jeziora Somino przez stację Straszów i wieś Czudel, a następnie wzdłuż Słuczy do Tyszycy i dalej przez wieś Polany i stację Mokwin do ujścia Zameczku do Horynia i dzielił się na pododcinki Czudel, Bereźne i Horyń, te zaś na sektory. Ta pozycja obronna miała służyć do odparcia pierwszych akcji napierającego napastnika i osłaniać koncentrację jednostek Wojska Polskiego w rejonie Brześcia nad Bugiem. 
Wznoszone co ok. 200 m po obu stronach rzeki Słucz schrony miały być uzbrojone w ciężkie i ręczne karabiny maszynowe (prowadzące ogień w tym samym kierunku), a w niektórych przypadkach moździerze, granatniki oraz działa polowe 75 mm i przeciwpancerne 37 mm Boforsa. Planowano budowle chronione przez kopuły pancerne schronów o trzech do sześciu strzelnicach i pancerzu o grubości 160–240 mm oraz system zapór inżynieryjnych, m.in. od trzech do sześciu rzędów drutu kolczastego. Obiekty umocnione dysponowały agregatami prądotwórczymi i studniami z ręcznymi pompami oraz zapasem żywności na sześć dni. Ponadto zamierzano wykorzystać przeszkody wodne, w tym powstałe w wyniku zalania określonych terenów jazy, kanały i tamy. Głębokość strefy ufortyfikowanej miała wynosić od trzech do jednego kilometra.
Żelbetowe fortyfikacje nad Słuczem nazywane były też Linią Sosnkowskiego.

## Budowa
Prace nad budową fortyfikacji Sarneńskiego Rejonu Umocnionego podjęto w 1936 roku. Początkowo zdecydowano się ufortyfikować centralną część odcinka poleskiego w rejonie Sarn oraz Horynia. Łącznie w odległości ponad 40 km od granicy zamierzano wybudować system umocnień w postaci 358 obiektów rozmieszczonych na odcinku długości 170 kilometrów, w tym schrony bojowe. Umocnienia ukończono na pododcinkach Czudel, i Bereźne, a odcinka od Polan do Horynia nie zdołano zrealizować – umocnienia stałe miały być gotowe i całkowicie uzbrojone oraz obsadzone przez załogi nie wcześniej niż wiosną 1940 r. W chwili wybuchu wojny brakowało dzwonów obserwacyjnych i kopuł ckm, podstaw ckm z pancerzami, pancerzy uszczelniających do strzelnic, instalacji wentylacyjnych i okablowania telefonicznego. Prace kontynuowano tylko do marca 1939 r., po czym latem 1939 r. pozostałe odcinki uzupełniono w systemie fortyfikacji polowych. Do wybuchu wojny powstało ponad 220 schronów bojowych i 20 amunicyjnych. Dodatkowo nie wszystkie zbudowane bunkry zostały wyposażone w urządzenia elektryczne oraz ciężkie uzbrojenie.
Budowa Sarneńskiego Rejonu Umocnionego objęta była ochroną kontrwywiadowczą Placówki Wywiadowczej Nr 7 KOP w Sarnach, ale mimo podjętych środków ostrożności Sowieci odnotowali budowę umocnień w tym rejonie, m.in. za sprawą aktywności lotnictwa zwiadowczego, w związku z czym podczas budowy rejonu umocnionego od wiosny 1937 r., na lądowisku Orłówka rozlokowano klucz trzech myśliwców PZL P-11c, wydzielonych ze 162. Eskadry. To podczas służby w Sarnach Witold Urbanowicz odnotował w sierpniu 1936 r. swoje pierwsze zestrzelenie. Mimo że liczba funkcjonariuszy kontrwywiadu KOP przydzielonych do ochrony prac była niewystarczająca, w styczniu 1937 roku zlikwidowana została siatka szpiegowska, której zadaniem było meldowanie o rozpoznanych pracach przy budowie umocnień. 

## Wykorzystanie
Latem 1939 r. rozpoczęto demontowanie części wyposażenia pancernego i przeciwgazowego oraz central i aparatów telefonicznych, które wraz z bronią i amunicją wywożono do schronów w Obszarze Warownym „Śląsk” i do fortyfikacji w rejonie Łomży. 13 września pułk KOP „Sarny” otrzymał rozkaz wycofać uzbrojenie i żołnierzy oraz ewakuować na przedmoście rumuńskie. 16 września transporty kolejowe pułku były gotowe do odjazdu, ale bombardowania Luftwaffe unieruchomiły ruch kolejowy z Sarn, zatem po agresji na Polskę 17 września 1939 roku dowódca pułku ppłk Nikodem Sulik nakazał ponownie obsadzić umocnienia.
Pułk KOP „Sarny” znalazł się w pasie natarcia 60 Dywizji Strzeleckiej 15 Korpusu Strzeleckiego 5 Armii Frontu Ukraińskiego na Olewsk – Rokitno – Sarny. Jednostka ta otrzymała rozkaz wiązania załogi polskich umocnień, a w sprzyjających warunkach podjęcie próby ich przerwania. Sowieci skierowali natarcie na Tynne, obsadzone przez 4 Kompanię Batalionu Fortecznego KOP „Sarny”, i 18 września zgrupowali się w lasach na wschód od Tynnego.

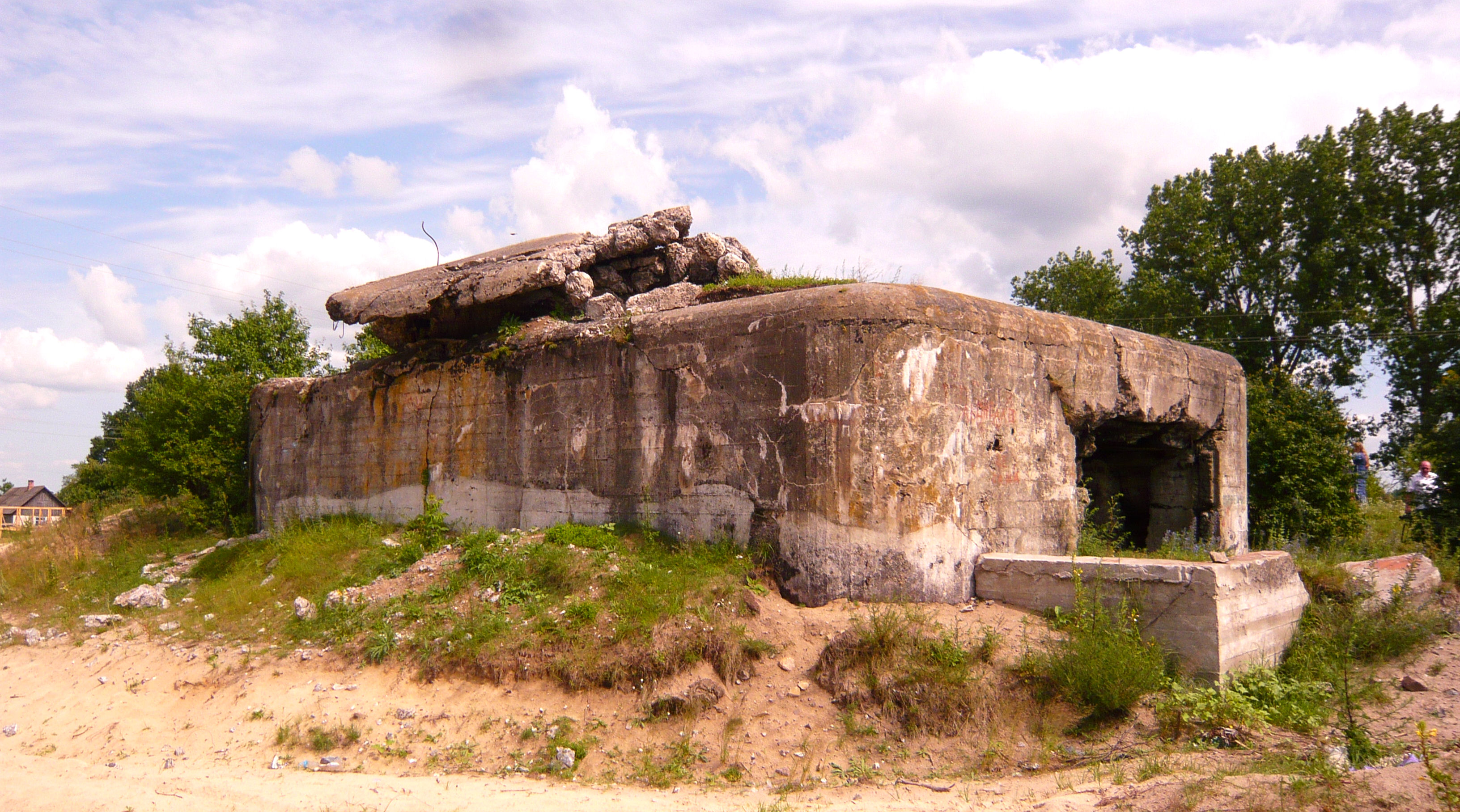
Schron w Tynnem, w którym zginął ppor. Jan Bołbott

Pomimo faktu, że w sierpniu na zachód Polski wyjechała większość żołnierzy pułku, a pod Sarnami pozostały jedynie załogi szkieletowe, na które składało się 4000 żołnierzy z 4 batalionów KOP, walki pod Tynnem toczyły się w dniach od 18 do 21 września. W efekcie polskiego oporu 19 września ok. południa sowieckie wojska musiały przejściowo odstąpić od polskich fortyfikacji. Wojsko sowieckie, żeby pokonać polskie załogi, organizowało grupy saperskie, wysadzając poszczególne schrony. Bardzo skutecznie walczyła m.in. załoga schronu ppor. Jana Bołbotta, która zginęła wysadzona przez sowieckich saperów 20 września. Obronę Tynnego uważa się za najcięższe w całej kampanii wrześniowej 1939 r. walki przeciw sowietom.
Z uwagi na ogólne położenie pułku, 19 września wieczorem rozpoczął on wycofanie, skutecznie ewakuując się na Lubelszczyznę. Jednocześnie trwające jeszcze walki pod Tynnem umożliwiły wyjście z oskrzydlenia zasadniczym siłom pułku. Siły 4. kompanii Batalionu Fortecznego zadały znaczne straty Sowietom, dzięki czemu zdecydowanie opóźnił się marsz sił sowieckich w stronę pozycji Wehrmachtu. Straty kompanii fortecznej sięgnęły 80%. W efekcie stoczonych walk Sowieci zaatakowali Sarny dopiero 19 września i opanowali je dopiero 21 września.
Większość bunkrów została wysadzona przez wojska sowieckie w latach 1939–1941, ale ich resztki schronów wciąż można znaleźć na wschód od Sarn. Ocalałe schrony UPA wykorzystywała na kryjówki.